# Gusums manskör
Gusums manskör var en manskör i Gusum, Valdemarsvik som bildades senast 1943.